# Brønderslev
Brønderslev és una ciutat danesa de la península de Jutlàndia, a l'illa de Vendsyssel-Thy, és la capital del del municipi de Brønderslev que forma part de la regió de Nordjylland, ambdós creats l'1 de gener del 2007 com a part d'una reforma territorial. El primer de gener del 2009 tenia 11.927 habitants.
Brønderslev és a 21 quilòmetres de Hjørring, a 26 km d'Aalborg, la principal ciutat de la regió del nord de Jutlàndia i a 40 km de Frederikshavn.

## Història
Durant segles només va ser un poble, però el 1832 va començar a créixer gràcies a la construcció una nova carretera entre Hjørring i Aalborg. El 1871 es va inaugurar el ferrocarril entre la ciutat portuària Frederikshavn i Aalborg amb una estació a Brønderslev, i el desenvolupament va començar a guanyar més impuls a la ciutat amb la creació d'una foneria, una fàbrica de cervesa, una farmàcia, un hospital, una gran escola, etc. El 1843 es va crear el "Gran mercat de Brønderslev" que va servir per atraure nous residents a la ciutat. El 1921 va obtenir el títol de ciutat i es va convertir en un centre comercial i industrial a la zona.